# 5824 Inagaki
5824 Inagaki eller 1989 YM är en asteroid i huvudbältet som upptäcktes den 24 december 1989 av den japanska astronomen Tsutomu Seki vid Geisei-observatoriet. Den är uppkallad efter Minoru Inagaki.
Asteroiden har en diameter på ungefär 9 kilometer och den tillhör asteroidgruppen Eunomia.